# Paradox (film)
Paradox je americký film, který režírovala herečka Daryl Hannah podle vlastního scénáře. Hlavní roli v něm ztvárnil hudebník Neil Young a v dalších rolích se představili Lukas Nelson a Micah Nelson, přičemž cameo ve filmu měl i jejich otec Willie Nelson. Young hraje postavu „Muže v černém klobouku“. Young je rovněž autorem originální hudby k filmu, která rovněž vyšla na samostatném albu. Snímek měl premiéru 15. března 2018 na festivalu South by Southwest.